# 정현화
정현화(1990년 5월 4일 ~ )는 대한민국의 2010년 미스코리아 광주-전남 진(眞)이다.

## 프로필
- 출생: 1990년 5월 4일
- 신체: 171 cm, 52 kg, 35-23.5-36
- 수상: 2010년 미스코리아 광주-전남 진(眞)
- 학력: 계원예술고등학교, 서울도곡중학교, 서울역삼초등학교 한양대학교 무용학과
- 취미: 영화감상, 독서, 등산
- 특기: 현대무용, 요가

## 신체 사이즈
- 가슴: 35 in (88.9 cm)
- 허리: 23.5 in (59.7 cm)
- 엉덩이: 36 in (91.4 cm)

## 학력
- 서울역삼초등학교 (졸업)
- 서울도곡중학교 (졸업)
- 계원예술고등학교 (졸업)
- 한양대학교 무용학과 (졸업)